# Hao Shuai (tenisista stołowy)
Hao Shuai (chiń. upr. 郝帅; chiń. trad. 郝帥; pinyin Hǎo Shuài; ur. 1 października 1983 w Tiencinie) – chiński tenisista stołowy, dwukrotnie srebrny i dwukrotnie brązowy medalista mistrzostw świata, trzykrotny mistrz Azji.
Nie występował w igrzyskach olimpijskich, ale zalicza się do czołówki światowej pingpongistów. Trzykrotnie zdobył złoty medal podczas mistrzostw Azji: dwukrotnie drużynowo (2005, 2007) oraz w grze podwójnej (2007), a indywidualnie brąz w 2005 roku w Czedżu.
Czterokrotnie uczestniczył w mistrzostwach świata, zdobył srebrny medal w grze mieszanej w 2011 roku w Rotterdamie (w parze z Mu Zi), brązowy medal zdobył w grze mieszanej w 2009 roku w Jokohamie w parze z Chang Chenchen oraz w grze podwójnej (w parze z Zhang Jike). Indywidualnie dwukrotnie (2005, 2007) grał w ćwierćfinale, przegrywając decydujące pojedynki o medale z Duńczykiem Michaelem Maze i dwa lata później ze swoim rodakiem Wang Liqin.